# CRスーパー海物語 IN 地中海
『CRスーパー海物語 IN 地中海』（シーアール スーパーうみものがたり イン ちちゅうかい）は、2009年6月8日に三洋物産から発売されたデジパチタイプのパチンコ。

## 機種一覧
| 名称                            | 発売          |
| ------------------------------- | ------------- |
| CRスーパー海物語 IN 地中海 MTB  | 2009年6月8日  |
| CRスーパー海物語 IN 地中海 MTC  | 2009年6月8日  |
| CRAスーパー海物語 IN 地中海 SAF | 2009年8月24日 |
| CRAスーパー海物語 IN 地中海 SAJ | 2009年8月24日 |
| PAスーパー海物語 IN 地中海 SBA  | 2020年3月2日  |
| PAスーパー海物語 IN 地中海 GO   | 2020年3月2日  |
| PAスーパー海物語 IN 地中海2     | 2024年8月5日  |

## 概要

### CRスーパー海物語 IN 地中海
2009年6月8日に319バージョンの『CRスーパー海物語 IN 地中海 MTB』が、同年6月22日には349バージョンの『CRスーパー海物語 IN 地中海 MTC』がそれぞれ発売された。海物語シリーズ初の上始動口（ヘソ・青保留）+下始動口（普通電動役物（電動チューリップ）内・赤保留）の8個保留（下始動口の保留優先消化）が搭載されている。また全回転プレミアムをはじめ、100種類以上のプレミアム演出が盛り込まれている。2ラウンド確変専用モードがシリーズで初めて搭載された。
同年8月24日には遊パチタイプの『CRAスーパー海物語 IN 地中海 SAF』と『CRAスーパー海物語 IN 地中海 SAJ』が発売された。大当たりラウンド終了後のエンディング画面での保留連チャン示唆演出が搭載された。

### PAスーパー海物語 IN 地中海
2020年3月2日、10年ぶりの新作として『PAスーパー海物語 IN 地中海』が発売された。89バージョンと、ダイナムと共同開発をした設定付きタイプの2種類が発売された。前作をリニューアルした機種となっている。前作には存在しなかったウリン系演出やMy海カスタムなどが搭載されている。

### PAスーパー海物語 IN 地中海2
2024年8月5日に発売された。ウリンが主役となっている。ラッキートリガーが搭載されている。本作で10代目ミスマリンちゃん（小日向ゆか、あのん、賀村恵都）が機種デビューした。なお、10代目ミスマリンちゃんは2023年4月29日に就任したため、実機に出演するまで1年以上の期間が空いている。

## 図柄
奇数図柄がSUPER LUCKY、偶数図柄がLUCKYと表示される。ミドルタイプでは、奇数図柄が確変大当たり、偶数図柄が通常大当たり（確変昇格の場合あり）となっている。『CRAスーパー海物語 IN 地中海 遊パチ』では奇数図柄の方が時短回数が多い。『PAスーパー海物語 IN 地中海』と『PAスーパー海物語 IN 地中海2』では奇数図柄の方がラウンド数が多い。その他図柄に関しては各項目を参照。
- 1. タコ
- 2. ハリセンボン
- 3. カメ
- 4. サメ
- 5. エビ
- 6. アンコウ
- 7. シュゴン
- 8. エンゼルフィッシュ
- 9. カニ
- 裏4. サメ
- ウリン

『PAスーパー海物語 IN 地中海2』に搭載。PREMIUM VACATIONに突入する。

### 大当たり表示とラウンド数
| 機種                            | PREMIUM BONUS | SUPER LUCKY              | LUCKY                |
| ------------------------------- | ------------- | ------------------------ | -------------------- |
| CRスーパー海物語 IN 地中海 MTB  | -             | 15R確変                  | 15R通常              |
| CRスーパー海物語 IN 地中海 MTC  | -             | 15R確変                  | 15R通常              |
| CRAスーパー海物語 IN 地中海 SAF | -             | 15R 4R（ST5回+時短45回） | 4R（ST5回+時短20回） |
| CRAスーパー海物語 IN 地中海 SAJ | -             | 15R 4R（ST5回+時短45回） | 4R（ST5回+時短20回） |
| PAスーパー海物語 IN 地中海 SBA  | -             | 10R 6R                   | 4R                   |
| PAスーパー海物語 IN 地中海 GO   | -             | 10R 5R                   | 4R                   |
| PAスーパー海物語 IN 地中海2     | 10R           | 6R                       | 4R                   |

## モード
本機には、3つのモードに加え、ミラージュチャンスという特殊演出がある。
海モード
シンプルなモード。
海底神殿モード
『CRハイパー海物語 IN カリブ』のアドベンチャーモードをベースとしたモード。液晶画面内の海で泳ぎ続けるマリン周辺の動きによるリーチ前予告と、リーチ後のステップアップ予告がメイン。
『PAスーパー海物語 IN 地中海2』には搭載されていない。
地中海モード
『CRスーパー海物語』のハワイモード、そして『CRスーパー海物語 IN 沖縄』の沖縄モードをベースとしたモード。リーチ前のステップアップ予告と、スーパーリーチ突入後の押しボタン演出がメイン。また、サムが登場する可能性が3モード中最も高い。
ミラージュモード
『PAスーパー海物語 IN 地中海2』に搭載。
シャッターによる演出がメインとなるモード。
ミラージュチャンス
Mタイプの機種で、2ラウンド確変大当り後、または緑背景の高確率状態（いわゆる見た目は時短だが実は高確率状態）で101回転以内に突入する3モード共通の高確率専用モード（緑背景の高確率状態では、ミラージュチャンスへ移行する前に先に15R大当りすることもある）。液晶画面手前左右からイリュージョンミラーが現れ、1ライン風の液晶画面演出になる。
遊パチのSタイプの機種では、大当り直後にミラージュチャンスに突入すればST中の大当りが濃厚となる（サム出現の場合は15R）。また、通常時の変動開始時に発生した場合は15R大当りとなる。
ミラージュチャンス（『PAスーパー海物語 IN 地中海』）
『PAスーパー海物語 IN 地中海』と『PAスーパー海物語 IN 地中海2』に搭載されている特殊ステージ。大当りラウンド終了後や通常時、ST中、時短中に突然突入し、突入した時点で保留内での大当たりが濃厚となる。なお、突入時にサム出現（ウルトラミラージュチャンス突入）の場合は保留内での10R大当りが濃厚。
『CRスーパー海物語 IN 地中海』のミラージュチャンスとは別物となっている。
PREMIUM VACATION
『PAスーパー海物語 IN 地中海2』に搭載されている時短中の特殊モード。
5種類の演出バランスから選択できるようになっており、図柄有りとモードと図柄無しのモードがある。図柄有りの場合は、1ライン風の液晶画面演出になる。
ノーマル
図柄有りモード。通常の演出バランスとなっている。
前兆少なめ
図柄有りモード。先読み予告の発生頻度が低くなるモード。先読み予告が発生すれば期待度が高くなる。
告知アップ
図柄有りモード。シャッター告知の発生頻度が高くなるモード。
プレミアムアップ
図柄有りモード。プレミアム演出の発生頻度が高くなるモード。
ウリン探し
図柄無しモード。残り回転数のカウントダウンで変動が進むモード。変動中に画面のどこかにウリンが出現すれば大当たり濃厚となる。

## 予告演出
予告なし
リーチ成立直後に演出が起こらないこと。ノーマルリーチ発展濃厚となる。
泡予告
リーチ成立直後に画面下部から泡が発生する演出。スーパーリーチに発展する可能性がある。
大泡予告
リーチ成立直後に画面下部から通常よりも大きな泡が発生する演出。ノーマルリーチ発展濃厚となり、大当たりまたは半コマズレのハズレとなる（半コマズレ停止でも再始動する場合がある）。スーパーリーチに発展した場合は、法則崩れにより大当たり濃厚となる。
魚群予告
リーチ成立直後に画面右側から魚群が通過する演出。期待度が高い演出であり、スーパーリーチ発展濃厚となる。ノーマルリーチに発展した場合は、法則崩れにより大当たり濃厚となる。ミドルタイプの確変中に発生して大当たりした場合は確変大当たり濃厚となる。
滑り予告
下段図柄が効果音とともに半コマ進みあるいは半コマ戻ってリーチがかかる演出。
『CRAスーパー海物語 IN 地中海 遊パチ』では、発生した時点で期待度が高くなる。
連続滑り予告
保留内で2回転続いて滑り予告が発生する演出。2回目の滑り予告が発生した時点でその変動での大当たりが濃厚となる。
振り向き予告
ノーマルリーチ中に中段図柄がの視線が後ろの図柄の方を向く演出。確変中に発生すると奇数図柄での大当たり濃厚となる。
ステップアップ予告
海底神殿モード専用演出。
リーチ成立時に4段階のステップが発生する演出。
ステップ1はリーチ成立時に泡音が鳴る。
ステップ2はリーチ成立直後に泡または大泡が発生する。ステップ2が発生しなかった場合または大泡の場合はノーマルリーチ濃厚となる。
ステップ3はステップ2の泡演出の直後にクラゲが発生する。ステップ3が発生した時点でスーパーリーチ発生濃厚となる。赤クラゲが発生した場合は大当たり濃厚となる。
ステップ4はスーパーリーチ発展時に魚群が発生する。魚群が発生すれば期待度が高くなる。『PAスーパー海物語 IN 地中海』では、画面タッチを促され、タッチをするとクラゲまたは魚群が発生する。
魚群探索チャンス
海底神殿モード専用演出。
選択、一発、連打の3種類のうちどれかのミニゲームに発展する予告演出。
選択は、左右どちらかのルートをボタンを押して選択するミニゲーム。選択したルートに海底神殿があればスーパーリーチに発展する。選択中に出現するエビの数が多いと期待度が高くなる。ボタンアイコンの上にサムが出現したり、手がグーの形になっていると期待度が高くなる。
一発は、ボタンを押して扉を開く演出。扉の向こうからクラゲや魚群が出現する。ボタンを押していないにもかかわらず扉が開くと、クジラッキーが出現することがある。
連打は、画面に出現した泡をボタン連打で割る演出。泡を全て割るとスーパーリーチに発展する。泡を全て割った際のマリンのセリフで期待度が変化する。泡の後ろにクジラッキーがいる場合もある。
ミニキャラステップアップ予告
地中海モード専用演出。
ミニキャラが出現するステップアップ演出。
ステップ1ではミニキャラが1人出現する。
ステップ2ではミニキャラが3人出現して4人になる。
ステップ3はリーチ成立時に発生する場合があり、センターに出現して5人になる。センターに金髪のミニキャラが出現するとシロッコリーチに発展する。赤ドレスのミニキャラだと野菜盛リーチに発展する。マリンだとマリンちゃんリーチに発展する。ワリンだとウインドサーフィンリーチに発展する。サムだとサム系プレミアムに発展する。クジラッキーだとミラージュチャンスまたは確変大当たり濃厚。
『PAスーパー海物語 IN 地中海』ではステップ4も存在しており、ステップ3発生後に5人のミニキャラが画面手前側にジャンプして来る。
波乗りステップアップ予告
地中海モード専用演出。
波に乗ったミニキャラが出現するステップアップ演出。チャンス目停止の際にバウンドストップが発生すると、次回転時に発生する。
ステップ1ではミニキャラが1人出現する。ミニキャラの乗り物が浮き輪またはサーフィンの場合は期待度が低い。ジェットスキーの場合はリーチ成立濃厚。虹色の乗り物の場合は奇数図柄大当たり濃厚。
ステップ2は、ミニキャラが4人になる。
ステップ3は、リーチ成立時にミニキャラがセンターに1人出現して5人になる。この時に出現したミニキャラが野菜を持っていると野菜盛リーチに発展する。風に晒されているとシロッコリーチに発展する。マリンだとマリンちゃんリーチに発展する。ワリンだとウインドサーフィンリーチに発展する。サムだとサム系プレミアムに発展する。
ペリカン予告
地中海モード専用演出。
リーチ成立直後に画面にペリカンが出現する演出。ペリカンが羽根をバタバタさせたり恥ずかしがると期待度が低い。ペリカンの口からクジラッキーが出現するとミラージュチャンスまたは確変大当たり濃厚。ペリカンにVの文字が書かれていると確変大当たり濃厚。子連れだと大当たりまたは半コマズレのハズレとなる。
ミラー振動予告
ミラージュチャンス専用演出。
リーチ成立時、左右にあるイリュージョンミラーが振動する演出。
リーチライン変化予告
ミラージュチャンス専用演出。
ミラー振動予告発生後に、シングルリーチからダブルリーチに変化する演出。
貝ステップアップ予告
『PAスーパー海物語 IN 地中海』に搭載。
画面下部にピンク色の貝が出現し、大きくなる演出。最大の大きさになると貝が開きアイテムが出現する。
シャッターステップアップ予告
『PAスーパー海物語 IN 地中海2』に搭載。ミラージュモード専用演出。
変動中にシャッターが4段階で閉まっていく演出。ステップ4に到達するとリーチが成立する。演出中にミニウリンがシャッターを引っ張ると期待度が高くなり、ミニウリンから炎が出ていると期待度がさらに高くなる。シャッターが閉まりスマートフォンが出現するとウリンお願いリーチに発展する。

## 保留先読み予告
保留変化予告
保留アイコンの色が変化したりキャラクター等に変わる演出。
真珠の色が白に変化すると期待度が低い。赤に変化すると期待度が高くなる。ピンクまたは黒に変化するとスーパーリーチ発展濃厚。海マークに変化すると大当たり濃厚。
ウニとイカは期待度が低い。ヒトデはリーチ成立濃厚。エイとピンク色のイルカはスーパーリーチ発展濃厚。クジラッキーは大当たり濃厚。サムはサム系プレミアムに発展して大当たり濃厚。
『PAスーパー海物語 IN 地中海2』では、保留アイコンがチンアナゴに変化する演出となっている。チンスターの場合はリーチ成立濃厚、ニシキスターの場合はスーパーリーチ発展濃厚となる。チンアナゴが通常より太い、体がレインボー柄、ハート目などの変化があると大当たり濃厚となる。
チャンス目前兆予告
チャンス目（同一図柄が非テンパイ形で液晶画面内に3つ停止）が停止する演出。連続するほど期待度が高くなる。3回連続で発生するとリーチ成立濃厚となる。
『PAスーパー海物語 IN 地中海』以降では海モードで発生した場合はリーチ成立濃厚となる。
背景変化予告
地中海モード専用演出。
変動中の背景がさまざまな変化が起こる演出。日差しは期待度が低い。飛行機はチャンス目前兆予告発生濃厚。ビーチボールはハズレまたは確変大当たりとなる。イルカはリーチ発展濃厚。クルーザーはスーパーリーチ発展濃厚。虹は大当たり濃厚。
背景キャラ通過予告
海底神殿モード専用演出。
変動中にマリンの手招きによってキャラクターが通過する演出。タツノオトシゴ、クラゲ、ホタルイカは期待度が低い。ウミガメ、アザラシはリーチ発展濃厚。魚群は魚群発生濃厚。クジラッキーはミラージュチャンスまたは確変大当たり発展濃厚。赤魚群とサムはサム系プレミアム発生濃厚。
マリン仕草予告
海底神殿モード専用演出。
変動中にマリンがさまざまな仕草をする演出。仕草によって期待度が変化する。
サイレント擬似連
変動停止の際に、図柄の動きが止まらないまま次の変動に移行する演出。この演出が発生した際は保留が消化されない。
変動順変化予告
変動開始時の図柄の変動方向と変動順が通常とは異なる演出。
小魚前兆予告
海底神殿モード専用演出。
マリンの周囲に小魚が集まる演出。小魚が7匹集まるとスーパーリーチ発展濃厚となる。
魚影予告
海底神殿モード専用演出。
変動中に魚影が横切る演出。リーチが発生すると魚群発生濃厚となる。魚群が発生しなかった場合は法則崩れの大当たり濃厚となる。
海面予告
海底神殿モード専用演出。
変動中に画面が上方向に移動する演出。移動先で出現したキャラクターで期待度が変化する。
波予告
地中海モード専用演出。
変動中にビーチ場面に切り替わり、さざ波が発生して引いた所にアイテムや文字が出現する演出。
ヤシの実、ヤドカリ、小瓶、浮き輪は期待度が低い。巻貝はチャンス目前兆予告が発生する場合がある。サーフボード、ジェットスキー、珊瑚の欠片はリーチ発展濃厚。真珠のネックレスはスーパーリーチ発展濃厚。クジラッキーはミラージュチャンスまたは確変大当たり濃厚。ティアラは大当たり濃厚。
文字の場合は、浮き輪は期待度が低い。SPはスーパーリーチ発展濃厚。野菜は野菜盛リーチ発展濃厚。風見鶏はシロッコリーチ発展濃厚。マリンちゃんはマリンちゃんリーチ発展濃厚。ワリンはウインドサーフィンリーチ発展濃厚。サムはサム系プレミアム発展濃厚。クジラッキーはミラージュチャンスまたは確変大当たり濃厚。ミラージュチャンスはミラージュチャンス濃厚。
表情変化予告
『PAスーパー海物語 IN 地中海』に搭載。
変動停止時に図柄の表情が変化する演出。通常は図柄が驚く表情をする。炎目だと期待度が高くなり、ハート目だと大当たり濃厚となる。
リーチ連続予告
『PAスーパー海物語 IN 地中海』に搭載。
リーチ成立後すぐに中段図柄が停止してすぐに次の変動が開始する演出。
ロゴランプ予告
『PAスーパー海物語 IN 地中海』に搭載。
入賞時に盤面下部にある海物語のロゴランプが光る演出。通常は白く発光するが、赤く発光すると期待度が高くなる。
地中海ゾーン
『PAスーパー海物語 IN 地中海』に搭載。
変動中に突然突入する特殊ゾーン。突入時点で期待度が高い演出。BGMはインストゥルメンタルの「シュガシュガ・マリン・クルージング」が使用されているが、ボーカル入りの物だと大当たり濃厚となる。
明滅変動予告
『PAスーパー海物語 IN 地中海』より搭載。『PAスーパー海物語 IN 地中海』では海モード専用演出。『PAスーパー海物語 IN 地中海2』ではミラージュモード専用演出。
変動中の図柄がはっきり見えたり薄くなったりを交互に繰り返す演出。
リーチ後ウリン予告
『PAスーパー海物語 IN 地中海』に搭載。地中海モード専用演出。
リーチ成立直後にウリンが出現し、下段図柄をずらしてチャンス目に変える演出。
タイマーアクション
『PAスーパー海物語 IN 地中海2』に搭載。
保留変化予告から発展する演出。チンアナゴが力を溜めた後に、体の伸ばして画面内のどこかを突く演出。突いた場所によって期待度が変化する。
花びら前兆予告
『PAスーパー海物語 IN 地中海2』に搭載。地中海モード専用演出。
変動開始時に画面上に花びらが出現する演出。花びらの色によって期待度が変化する。
空予告
『PAスーパー海物語 IN 地中海2』に搭載。地中海モード専用演出。
画面のアングルが空に切り替わる演出。空に表示される物によって期待度が変化する。
スマホ予告
『PAスーパー海物語 IN 地中海2』に搭載。地中海モード専用演出。
保留アイコンのスマートフォンの着信音が鳴り中央に移動し、画面内に何かしらが映し出される演出。スマートフォンの画面に表示されたアイコンによって展開が変化する。
ドルフィンゾーン
『PAスーパー海物語 IN 地中海2』に搭載。地中海モード専用演出。
ピンク色のイルカが登場する保留先読み演出。
停止位置ズレ予告
『PAスーパー海物語 IN 地中海2』に搭載。ミラージュモード専用演出。
図柄停止時、停止位置が通常と比べると若干ズレている演出。
ミニウリン予告
『PAスーパー海物語 IN 地中海2』に搭載。ミラージュモード専用演出。
画面下部にいるミニウリンが何らかのアクションをする演出。アクションによって期待度が変化する。
シャッター前兆予告
『PAスーパー海物語 IN 地中海2』に搭載。PREMIUM VACATION専用演出。
変動中にシャッターが発光する演出。光の色によって期待度が変化する。
図柄&魚群前兆予告
『PAスーパー海物語 IN 地中海2』に搭載。PREMIUM VACATION専用演出。
順目、逆順目、テンパイハズレ目が停止する演出。停止した際に魚群が出現する場合もある。テンパイハズレ目が停止すると期待度が高くなる。魚群が出現すれば大当たり濃厚となる。

## チャンスボタン演出
ブレーキアクション
リーチ後から図柄停止までの間にボタンを押すと変動中の中段図柄が反応しブレーキアクションをする。中段図柄の目が大きくなると期待度がやや高くなる。炎目になると期待度がさらに高くなり、ハート目になると奇数図柄での大当たり濃厚となる。
奇数昇格演出
偶数図柄で大当たりをした瞬間にボタンを押すと、奇数昇格演出が発生する場合のみミスマリンちゃんがカットインされる演出。
図柄アクション予告
『PAスーパー海物語 IN 地中海』に搭載。
リーチが成立した際に画面をタッチまたは十字キーの中央ボタンを押すと図柄が動き、アイコンを表示させる演出。アイコンは星、エクスクラメーションマーク、音符、魚群、ハートの5種類があり、音符の場合はスーパーリーチ成立濃厚（ノーマルリーチ成立の場合は大当たりまたは半コマズレ）、魚群の場合は魚群出現濃厚、ハートの場合は大当たり濃厚となる。
裏ボタン演出
『PAスーパー海物語 IN 地中海』に搭載。
マリンちゃんリーチが発生した際に画面をタッチまたは十字キーの中央ボタンを押すと、マリンがさまざまなアクションを行う演出。マリンが右手を振る、左手を振る、ダブルピースをするの3種類がある。左手を振った場合は期待度が高くなる。ダブルピースの場合は大当たり濃厚となる。

## リーチ演出
ノーマルリーチ
特に何も起こらないリーチ演出。期待度は低い。シングルリーチ及びダブルリーチのどちらからも発展する。通常時に半コマズレ停止をすると再始動が発生する可能性が高くなっている。ST中は期待度が高くなっており、大当たりまたは半コマズレのハズレとなる（半コマズレ停止でも再始動する場合がある）。
珊瑚礁リーチ
海モード専用演出。
シングルリーチから発展し、画面下部から珊瑚礁が出現する演出。期待度は予告により変化する。
『PAスーパー海物語 IN 地中海2』ではウリンが珊瑚礁とともに登場する場合があり、その際は期待度が高くなる。
水瓶リーチ
海底神殿モード専用演出。
シングルリーチから発展し、画面下部から水瓶が出現する演出。水瓶に付いている天使の羽根が動くと期待度が高くなる。
野菜盛リーチ
地中海モード専用演出。
  シングルリーチから発展し、画面下部から野菜盛が出現する演出。野菜盛の周囲に蝶がいると期待度が高くなる。
黒潮リーチ
海モード専用演出。
シングルリーチから発展し、画面に黒潮が流れる演出。黒潮の中に海ガメやエイがいると期待度が高くなる。
イルカリーチ
海底神殿モード専用演出。
シングルリーチから発展し、3頭のイルカが出現する演出。イルカが回転をして泳ぎ去ると期待度が高くなる。
シロッコリーチ
地中海モード専用演出。
シングルリーチから発展し、画面にシロッコが吹く演出。海鳥が出現すると期待度が高くなる。
マリンちゃんリーチ
ダブルリーチから発展し、画面上部からマリンが登場する演出。期待度は予告により変化する。
『PAスーパー海物語 IN 地中海2』の海モードでは、マリンの代わりにウリンが登場する場合があり、その際は期待度が高くなる。
ミラージュリーチ
上段中央に3図柄、下段中央に1図柄が停止した際に、中段中央に4図柄が停止するかを煽る演出。停止するとミラージュチャンスに突入する。『PAスーパー海物語 IN 地中海』では奇数図柄大当たりとなる。
魚群リーチ
海底神殿モード専用演出。
スーパーリーチに発展した際に、魚群が画面手前側から奥側に流れ、さらに奥側から手前側に戻って来る演出。
ワリンチャンス
海底神殿モード専用演出。『PAスーパー海物語 IN 地中海2』では地中海モード専用演出。
画面内に同じ図柄が3つ停止すると発生する場合がある。ワリンが登場し、上下どちらかの図柄を移動させてリーチにする。ダブルリーチになった場合は原則魚群予告が発生する（『PAスーパー海物語 IN 地中海』では、My海カスタムの設定次第では泡予告が発生する可能性があるが、もしカスタム無し時のダブルリーチで泡予告なら大当たり濃厚）。ワリンが1回転しながら登場すれば期待度が高くなる。
ウインドサーフィンリーチ
地中海モード専用演出。『PAスーパー海物語 IN 地中海2』には搭載されていない。
ワリンがウインドサーフィンに乗って出現する演出。海面からイルカが出現すると期待度が高くなる。
ルミナリーチ
ミラージュチャンス専用演出。
イリュージョンミラーが開きそうになるものの開かないままになるリーチ演出。
ルミナスペシャルリーチ
ミラージュチャンス専用演出。
イリュージョンミラーが開くリーチ演出。必ず魚群が発生する。
ウリンチャンス
『PAスーパー海物語 IN 地中海』より搭載。
左上・右上・中央・左下・右下の順にハリセンボン・タコ・カメ・サメ・エビが停止すると必ず発生する。ウリンが登場し画面タッチを促される。画面をタッチしてサンフラッシュが発生すると奇数図柄大当たりとなる。
3・4・1図柄リーチ
『PAスーパー海物語 IN 地中海』より搭載。
中央上段に3図柄、中央下段に1図柄が停止するリーチ演出。中央中段に4図柄が停止に3・4・1図柄が並ぶと大当たりとなる。
『PAスーパー海物語 IN 地中海』では4図柄が停止すると、昇格スクロールが発生し奇数図柄での大当たりとなる。裏サメ図柄は対象外。
『PAスーパー海物語 IN 地中海2』では4図柄が停止すると、ウリン図柄に昇格しPREMIUM BONUS MAXに突入する。前作と違い、裏サメ図柄も対象となっている。
ウリンリーチ
『PAスーパー海物語 IN 地中海2』に搭載。地中海モード専用演出。
ウリンがピンク色のイルカに乗って出現する演出。前作までのウインドサーフィンリーチに該当。
SPリーチ
『PAスーパー海物語 IN 地中海2』に搭載。ミラージュモード専用演出。
ボタンプッシュが促されるリーチ演出。スーパーリーチ発展時にシャッターが完全に閉まらなかった場合に発展する。ボタンを押すと泡または魚群が出現する。画面下部のミニウリンざ炎目になると期待度が高くなる。
ウリンお願いリーチ
『PAスーパー海物語 IN 地中海2』に搭載。ミラージュモード専用演出。
画面中央にウリンが登場しお祈りをする演出。スーパーリーチ発展時にシャッターが完全に閉まると発展する。ウリン群が出現すると大当たり濃厚となる。

## プレミアム演出
泡系プレミアム
泡予告に関するプレミアム演出。数種類存在する。
超泡
泡が途切れずに図柄が揃うまで出現し続ける演出。
クジラッキー泡
クジラッキーが入った泡が出現する演出。
ミスマリン泡
『PAスーパー海物語 IN 地中海』より搭載。
ミスマリンちゃんが入った泡が出現する演出。
魚群系プレミアム
魚群予告に関するプレミアム演出。数種類存在する。
赤魚群
赤魚群（実際には赤色と紫色が混ざったような魚群）が出現する演出。後述のサム系プレミアムに発展する。
超魚群
魚群が途切れずに図柄が揃うまで出現し続ける演出。
逆魚群
画面左側から魚群が出現する演出。通常は画面右側から出現する。
スパイラル魚群
魚群がスパイラル状に流れる演出。
中段魚群
中段の位置にのみ魚群が出現する演出。
ドデカ魚群
通常の魚群よりも大きな魚群が出現する演出。
白魚群
『PAスーパー海物語 IN 地中海』に搭載。
魚群の代わりに白い魚の群れが出現する演出。
サム系プレミアム
各スーパーリーチ中にサムが出現すれば奇数図柄での大当たりが濃厚となる。
『CRスーパー海物語 IN 地中海』の海モードでは、600回転を超えるとサム系プレミアムの出現確率が高くなる。
マッスル珊瑚礁リーチ
海モード専用演出。
シングルリーチから発展する。珊瑚礁リーチが発生した際に、サムが画面下部から珊瑚礁を持ち上げて登場する。
ダイビングリーチ
海モード専用演出。
シングルリーチから発展する。黒潮リーチが発生した際に、画面右側からサムが泳いで登場する。
マッスル水瓶リーチ
海底神殿モード専用演出。
シングルリーチから発展する。水瓶リーチが発生した際に、サムが画面下部から水瓶を持ち上げて登場する。
イルカサムリーチ
海底神殿モード専用演出。
シングルリーチから発展する。イルカリーチが発生した際に、サムが画面右側から登場する。
魚群サムリーチ
海底神殿モード専用演出。
魚群リーチが発生した際に、サムが出現する演出。
マッスル野菜盛リーチ
地中海モード専用演出。
シングルリーチから発展する。野菜盛リーチが発生した際に、サムが画面下部から野菜盛を持ち上げて登場する。
シロッコサムリーチ
地中海モード専用演出。
シングルリーチから発展する。シロッコリーチが発生した際に、サムが画面右側から登場する。
ウインドサーフィンサムリーチ
地中海モード専用演出。
ワリンの代わりにサムがウインドサーフィンに乗って出現する演出。
ポージングリーチ
ダブルリーチから発展し、マリンの代わりにサムが画面上部から登場する。
突サムプレミアム
サムが突如出現し、奇数図柄を3つ揃った状態で止める演出。
ブランク図柄クジラッキープレミアム
リーチ成立時、中段のブランク図柄がクジラッキーに変化する演出。クジラブリーと一緒に登場する場合もあるがどちらも大当たり濃厚となる。
ボイスプレミアム
変動開始時などにマリン、ワリン、ウリン（『PAスーパー海物語 IN 地中海』以降）、サム、ミスマリンちゃんのいずれかのボイスが流れる演出。
枠外プレミアム
図柄が枠外で揃った場合、効果音の後に図柄が枠内に移動し大当たりとなる演出。必ず発生する訳ではない。
枠上プレミアム
中段図柄と下段図柄が同じ図柄で停止した際、全図柄が上方向に移動して図柄が揃った状態で戻る演出。
ミスマリンカットイン
リーチ成立直後にミスマリンちゃんがカットインされる演出。
サウンドプレミアム
変動音が『海物語』の物に変化する演出。
裏サメ停止
1図柄と9図柄のダブルリーチの際に中段の中央に裏4が停止する演出。停止すると再始動が発生し、1図柄か9図柄のどちらかでの大当たりとなる。
全回転リーチ
ミラージュチャンス専用演出。
サンフラッシュが発生した後にミスマリンちゃんのカットインが出現し、全図柄が揃った状態で変動する演出。図柄が停止する際は、通常は上段・下段・中段の順番で停止するが、全図柄が揃った状態で停止する。
タッチ全回転
『PAスーパー海物語 IN 地中海』に搭載。
変動中に画面がブラックアウトし、画面タッチを促され全回転が発生する演出。奇数図柄での大当たりが濃厚となる。
ビタ止まり
リーチ成立中に中段の図柄が壁にぶつかったかのように停止して大当たりになる演出。
中段図柄バウンドストップ
ノーマルリーチから発展する。リーチ中に中段図柄が停止する際にバウンドしながら停止し、再始動が発生して大当たりになる演出。
クジラプレミアム
海底神殿モード専用演出。
リーチ成立時、巨大なクジラが出現する演出。
オール当たりプレミアム
ノーマルリーチ成立時、リーチ変動の途中から中段がリーチになっている図柄のみになる演出。
逆変動
図柄が左側から右側に変動する演出。通常は右側から左側に変動する。
上下段図柄逆変動
変動開始時、上段図柄と下段図柄が左側から右側に変動する演出。
中段図柄逆変動
『PAスーパー海物語 IN 地中海』より搭載。
リーチ成立時、中段図柄が左側から右側に変動する演出。
右ライン8図柄シングルリーチ
確変時に右ラインで8図柄がシングルリーチになる演出。ノーマルリーチだとプレミアム扱いとなり、奇数図柄での大当たりに昇格する。
地中海ダンサーズプレミアム
地中海モード専用演出。
ミニキャラステップアップ予告のステップ2で、4人のミニキャラが手前側に追ってくる演出。
入れ替わりプレミアム
『PAスーパー海物語 IN 地中海』に搭載。
6図柄の数字が反転して9図柄に変化する演出。3つのパターンがある。
中図柄回転
9図柄のシングルリーチの際に中段に6図柄が停止して、中段の6図柄の数字が反転して9図柄に変化して大当たりになる演出。
上下図柄回転
6図柄のシングルリーチの際に中段に9図柄が停止して、上段と下段の6図柄の数字が反転して9図柄に変化して大当たりになる演出。
リーチ図柄回転
6図柄のシングルリーチの際に発生し、上段と下段の数字が反転して9図柄のリーチに変化する。
突シャッターモード
『PAスーパー海物語 IN 地中海2』に搭載。ミラージュモード専用演出。
ミラージュシャッターが突然閉まる演出。
ミスマリン背景
『PAスーパー海物語 IN 地中海2』に搭載。ミラージュモード専用演出。
背景に10代目ミスマリンちゃんが映し出される演出。
盤面全消灯
『PAスーパー海物語 IN 地中海2』に搭載。PREMIUM VACATION専用演出。
変動中に盤面のライトが全て消灯する演出。
巨大チンスター
『PAスーパー海物語 IN 地中海2』に搭載。PREMIUM VACATION専用演出。
変動中の画面に巨大なチンスターが2匹出現する演出。
ハズレ目連続予告
『PAスーパー海物語 IN 地中海2』に搭載。PREMIUM VACATION専用演出。
同じ配列のハズレ目が連続で停止する演出。
左シャッター演出
『PAスーパー海物語 IN 地中海2』に搭載。PREMIUM VACATION専用演出。
変動中に左側のシャッターだけがガタガタと動く演出。
シャッター外側演出
『PAスーパー海物語 IN 地中海2』に搭載。PREMIUM VACATION専用演出。
シャッターの外側にクジラッキーとクジラブリーまたはチンスターとニシキスターが出現する演出。
着信音演出
『PAスーパー海物語 IN 地中海2』に搭載。PREMIUM VACATION専用演出。
変動中にスマートフォンから「キラキラ☆彡ハッピー」のインストゥルメンタルの着信音が鳴る演出。
突ウリンカットイン
『PAスーパー海物語 IN 地中海2』に搭載。PREMIUM VACATION専用演出。
入賞時にウリンがカットインされる演出。
ウリン登場演出
『PAスーパー海物語 IN 地中海2』に搭載。PREMIUM VACATIONのウリン探し専用演出。
変動中に画面のどこかにウリンが登場する演出。

## 大当たりラウンド演出

### 大当たりラウンド突入前
オープニングチャンス
地中海モード専用演出。
大当たりラウンド突入前のオープニング画面でサムが出現する演出。発生すると確変大当たりに昇格する。遊パチタイプでは15ラウンド大当たりとなる。
V入賞演出
『PAスーパー海物語 IN 地中海2』に搭載。
図柄が揃った直後にV入賞を促される演出。V入賞をするも大当たりラウンドが始まる。

### 大当たりラウンド中
サンフラッシュチャンス
ミドルタイプでは海モード及び地中海モード専用演出。遊パチタイプでは全モード共通演出。
通常大当たりのラウンド中に発生する昇格演出。大当たりラウンド中にサンフラッシュが発生してキャラクターがカットインされると確変大当たりに昇格する。海モードでは発生すると3代目ミスマリンちゃんがカットインされる。地中海モードでは発生するとサムがカットインされる。
遊パチタイプでは発生すると15ラウンド大当たりとなる。海モード及び海底神殿モードでは、発生すると3代目ミスマリンちゃんがカットインされる。地中海モードでは、発生するとサムがカットインされる。
マリンチャンス
海底神殿モード専用演出。
通常大当たりのラウンド中に発生する昇格演出。7ラウンドに発生する場合がある。ボタンを押して左右どちらかのルートを選択する。この時にボタンアイコンの上にサムが出現したり、手がグーの形になっていると期待度が高くなる。選択したルートの先に宝箱がある。宝箱を開けて財宝が入っていれば確変大当たり昇格となる。宝箱を開けた際に泡、イルカ、魚群が発生する場合があり、魚群は期待度が高い。
マリンちゃん失敗時に、ボタンを連打してサムが出現すれば確変大当たりに昇格する。
ブラックアウト
『PAスーパー海物語 IN 地中海2』に搭載。
大当たりのラウンド中に発生する昇格演出。ラウンド中に突如ブラックアウトが発生しボタンプッシュが促される。ボタンを押すとサンフラッシュが鳴りPREMIUM BONUS MAXに昇格する。

### 大当たりラウンド終了後
エンディングチャンス
偶数図柄揃いの大当たりでラウンド中にSUPER LUCKYの告知がなく全ラウンドを消化しても、エンディングで「もう1回」の文字とともにサムが登場し、確変大当たりであることを告知されることがある。
背景変化
偶数図柄揃いの大当たりでいつものラウンドのエンディング画面での背景に変化が起こる演出。流れ星が発生した場合は確変昇格の期待度が高くなる。
ラッキーサインチャンス
『CRAスーパー海物語 IN 地中海 遊パチ』に搭載。
大当たり終了後のエンディング画面でチャンスタイム回数（ST＋時短）の替わりにマリンのサインが表示される演出。
イリュージョンチャンス
『CRAスーパー海物語 IN 地中海 遊パチ』に搭載。
大当たり終了後のエンディング画面でイリュージョンミラーが閉まり、マリンかサムのどちらかが出現する演出。マリンが出現するとミラージュチャンス発生濃厚となる。サムが出現すると保留連大当たり濃厚となる。

## その他演出
再始動
リーチが外れた際に、中段図柄が再び動き出して大当たりになる演出。ダブルリーチで発生した場合は奇数図柄での大当たりとなる。
昇格スクロール
通常図柄で大当たりした直後に、図柄が高速に動き出して確変図柄に昇格する演出。
マリンちゃん2段階
マリンちゃんリーチで偶数図柄が揃った直後、マリンが掛け声とともに中段図柄をビンタして再始動が起き、もう片方のリーチ図柄である奇数図柄揃いの大当たりになる演出。
ロングリーチ
ノーマルリーチやスーパーリーチが止まらず長く変動し続ける演出。この演出が発生すると機種によってさまざまな演出に発展する。
『CRスーパー海物語 IN 地中海』では、ミラージュチャンスに突入する。
『CRAスーパー海物語 IN 地中海 遊パチ』と『PAスーパー海物語 IN 地中海』では、最長突破当たりに発展して奇数図柄大当たりとなる。
法則崩れ
さまざまな予告で発生する。予告なしからスーパーリーチに発展する、魚群予告からノーマルリーチに発展する、大泡予告からスーパーリーチに発展するなどがあり、発生すると大当たり濃厚となる。
リザルト画面
『PAスーパー海物語 IN 地中海2』に搭載。
時短終了後に連荘数と獲得出玉数が表示される画面演出。通常はウリンのみが出現するが、ウリンとともにクジラブリーやサムが出現すると残保留での大当たりが濃厚となる。

## 可動役物

### サンフラッシュ
画面上部にある役物。変動時の一発告知としての機能を果たしており、演出が発生した時点で大当たり濃厚となる。大当たりラウンド中やエンディング時の昇格演出としても使用されている。一発告知にはショートとロングの2種類があり、ショートは大当たり濃厚、ロングは奇数図柄での大当たり濃厚となる。

### ミラージュシャッター
『PAスーパー海物語 IN 地中海2』に搭載。画面の右側及び左側にあるシャッター役物。役物が動くことで演出が発生する。シャッターの演出が発生した時点で期待度が高くなる。シャッターが閉じると中央にスマートフォンが出現するようになっており、出現するとスマートフォンの画面に何かが映し出される。映し出された映像によって期待度が変化する。

### ウリンパネル
『PAスーパー海物語 IN 地中海2』に搭載。画面左側に設置してあるウリンのパネル。フラッシュを放つ場合があり、フラッシュの色によって期待度が変化する。通常は白フラッシュだが、虹フラッシュを放つと大当たり濃厚となる。

### スマホランプ
『PAスーパー海物語 IN 地中海2』に搭載。ウリンパネルが右手で持っているスマートフォンのパネル。スーパーリーチ中に十字キーの中央ボタンを押すと、スマートフォンのランプが発光する場合がある。 光の色によって期待度が変化する。

## My海カスタム
『PAスーパー海物語 IN 地中海』と『PAスーパー海物語 IN 地中海2』では、演出期待度を変更できるMy海カスタムが搭載されている。項目及び選択肢は以下の通りとなっている。

### PAスーパー海物語 IN 地中海
|        | 魚群期待度                      | 一発告知頻度              | 告知方法              | 保留変化頻度      | 予告頻度            |
| ------ | ------------------------------- | ------------------------- | --------------------- | ----------------- | ------------------- |
| 選択肢 | ・50% ・75% ・100% ・出現しない | ・30% ・100% ・出現しない | ・いつもの ・ひっそり | ・ふつう ・少なめ | ・ふつう ・シンプル |

### PAスーパー海物語 IN 地中海2
|        | 魚群期待度   | 告知方法                           | 前兆予告                   | 告知頻度                   | 予告頻度                     | プレミアム頻度  |
| ------ | ------------ | ---------------------------------- | -------------------------- | -------------------------- | ---------------------------- | --------------- |
| 選択肢 | ・75% ・100% | ・いつもの ・ひっそり ・シャッター | ・ふつう ・少なめ ・出ない | ・ふつう ・100% ・告知なし | ・ふつう ・少なめ ・メリハリ | ・ふつう ・多め |

## 大当たり・確変・時短

### CRスーパー海物語 IN 地中海
確変ループ機となっており、大当たりラウンド終了後は基本的に奇数図柄大当たりだと確変に突入し、偶数図柄大当たりだと100回の時短に突入する。ただし、偶数図柄で当たってもラウンド中にSUPER LUCKYに昇格する場合がある。2ラウンド確変大当たりも搭載されており、3・4・1図柄停止で突入する。2ラウンド確変大当たり終了後は確変（ミラージュチャンス）に突入する。3・4・1図柄停止直後にサンフラッシュが発生し15ラウンド確変大当たりに突入する場合もある。また、時短中でも内部確変になっていることもあり、その場合は時短終了前までに図柄のバウンドストップが発生し確変（ミラージュチャンス）に突入する。

### CRAスーパー海物語 IN 地中海 遊パチ
ST機となっており、大当たりラウンド終了後は必ず5回のSTと時短に突入する。時短の回数は図柄によって異なる。電サポ回数は基本的に奇数図柄が50回で偶数図柄が25回だが、偶数図柄で当たってもLUCKYのまま昇格演出なしで電サポ50回に突入することがある。15ラウンド大当たり後は電サポ100回。

### PAスーパー海物語 IN 地中海
ST機となっており、初回の大当たりラウンド終了後は必ず20回のSTに突入する。20回のST中に大当たりすると、そのラウンド終了後には地中海チャンス（ST20回と時短80回）に突入する。ただし、初回で10Rの大当たりを引くと、そのラウンド終了後には地中海チャンスに突入する。また、通常時でも電チュー保留での大当たりの場合は無条件で地中海チャンス突入となる。地中海チャンス突入後は、電サポ中に大当たりする限り地中海チャンスがループする。

### PAスーパー海物語 IN 地中海2
1種2種混合機となっており、ヘソ入賞時と電チュー入賞時で大当たり確率が異なる。また、本作には3種類の時短が搭載されている。
ヘソ入賞時の大当たりを獲得すると、大当たりラウンド終了後は必ずチャンスタイム（時短20回+残保留4個）に突入する。チャンスタイム中に大当たりを獲得すると、地中海JOURNEY（時短44回+残保留4個）またはPREMIUM VACATION （時短100回+残保留4個）に突入する。地中海JOURNEY中に大当たりを獲得すると、再び地中海JOURNEYに突入するかPREMIUM VACATIONに突入する。PREMIUM VACATION中に大当たりを獲得すると、再びPREMIUM VACATIONに突入する。時短が終わるとリザルト画面が表示され、残保留が消化される。残保留の消化が終わると通常変動に戻る。

## プレミアムラウンド

### CRスーパー海物語 IN 地中海
本機では、特定の条件を満たして大当たりすると、大当たりラウンドが3代目ミスマリンちゃんの映像が盛り込まれた（サムを含んだ演出での大当たりではサムが登場する）プレミアムラウンドになり、大当たりラウンド中はそれぞれのプレミアム楽曲が流れる。
また、これらのプレミアム楽曲6曲は、iTunes Storeでダウンロード販売されている。
- 図柄揃い大当たり5連荘から9連荘まで：マリン（葉月ゆら）が歌う「シュガシュガ・マリン・クルージング」
- 図柄揃い大当たり10連荘から14連荘まで：ワリンが歌う「LET ME SHINE」
- 図柄揃い大当たり15連荘から19連荘まで：「海物語のテーマトランスリミックス」
- 図柄揃い大当たり20連荘以上：「海物語のテーマギターロックリミックス」
- ミラージュチャンス中の奇数図柄大当たり:「海物語のテーマ地中海リミックス」
- 図柄揃い大当たり4連荘以内でのサムを含んだ演出での大当たり：サムが歌う「情熱のエル・アモール」

### PAスーパー海物語 IN 地中海
- 1回目：いつものラウンド
- 2連荘達成：「ACROSS THE LINE」
- 3連荘達成：「シュガシュガ・マリン・クルージング (アレンジVer.)」
- 4連荘達成：「LET ME SHINE (アレンジVer.)」
- 5連荘達成：サムが歌う「情熱のエル・アモール」
- 6連荘達成：マリン&ワリン&ウリンが歌う「海物語 〜Go!Go! SEA STORY〜 セカンドシーズン」

### PAスーパー海物語 IN 地中海2
- いつものラウンド
- マリンが歌う「海物語 〜Go!Go! SEA STORY〜 サードシーズン」
- ウリンが歌う「#ツナガルセカイ」
- ずまが歌う「もう1回!」
- ウリンが歌う「シュガシュガ・ウリン・クルージング」
- 「シュガシュガ・マリン・クルージング (アレンジVer.)」
- くろくもが歌う「クジラッキーは、しクジラない!」
- 「ACROSS THE LINE」
- ウリンが歌う「ウリンのまーるいファンタジー」
- ウリンが歌う「キラキラ☆彡ハッピー」
- サムが歌う「情熱のエル・アモール」
- 「LET ME SHINE (アレンジVer.)」
- 鹿乃が歌う「Marine Dreamin'」
- 鹿乃が歌う「Marine Bloomin'」
- アイマリン（内田彩）が歌う「Dive to Blue」
- アイマリン（内田彩）が歌う「DEEP BLUE SONG」
- teamうみフレが歌う「DEEP BLUE TOWNへおいでよ」
- アイマリン（内田彩）&アイワリン（竹達彩奈）が歌う「Sea Breeze」
- アイマリン（内田彩）&アイウリン（三森すずこ）が歌う「Sunny Days!」
- アイマリン（内田彩）&アイワリン（竹達彩奈）&アイウリン（三森すずこ）が歌う「Marine Mirage」
- アイマリン（内田彩）が歌う「Stand up! Blaze up!」
- アイマリン（内田彩）が歌う「Go Wave!」
- アイマリン（内田彩）が歌う：「The Boon!」
- アイマリン（内田彩）&壱華零（佐伯伊織）が歌う「Wave the Remember」
- アイマリン（内田彩）&壱華零（佐伯伊織）が歌う「ダンシング・クレイジー」
- アイマリン（内田彩）&壱華零（佐伯伊織）が歌う「爽快奪回Sunlight」
- マリン（葉月ゆら）が歌う「ラブ☆ダッシュ」
- マリンが歌う「ちゅら海JUMP!!」
- マリンが歌う「めんそ〜れ おきうみ!」
- マリンが歌う「ひらひらり」
- マリン&ウリンが歌う「みんなが大好きちゅら海へ!」
- マリンが歌う「〜冬〜 ドットdeマリン.」
- 海物語オールスターズが歌う「Great Sea Parade」
- サイキックラバーが歌う「海☆戦士」
- 「BIG SEA in the world」
- マリンが歌う「あっぱれジャパン」
- マリン&ワリン&ウリンが歌う「ふたりの海物語 〜スペシャルバージョン〜」
- マリンが歌う「シュガシュガ・マリン・クルージング」
- マリンが歌う「トコナツ☆バケーション」
- マリンが歌う「マワルアイランド」
- 「GINPARA DREAM」
- マリンが歌う「デラックスバケーション」
- マリンが歌う「真夏の女神」
- マリンが歌う「LOVE☆YOU★SMILE」
- 吉野聡留が歌う「sea for two (アレンジVer.)」

## スペック

### CRスーパー海物語 IN 地中海
| 型式                 | 型式                 | MTB                                   | MTC                                   | SAF                                                                           | SAJ                                                                           |
| -------------------- | -------------------- | ------------------------------------- | ------------------------------------- | ----------------------------------------------------------------------------- | ----------------------------------------------------------------------------- |
| 特賞種別             | 特賞種別             | デジパチ                              | デジパチ                              | デジパチ                                                                      | デジパチ                                                                      |
| 大当たり確率         | 通常時               | 1/319.8                               | 1/349.8                               | 1/89.75                                                                       | 1/89.75                                                                       |
| 大当たり確率         | 高確率時             | 1/31.98                               | 1/34.98                               | 1/8.975                                                                       | 1/12.821                                                                      |
| 小当たり確率         | 小当たり確率         | 1/233→232/233                         | 1/233→232/233                         | 1/233→232/233                                                                 | 1/233→232/233                                                                 |
| タイプ               | タイプ               | ミドル                                | ミドル                                | 遊パチ                                                                        | 遊パチ                                                                        |
| 賞球数               | 賞球数               | 3 & 3 & 10 & 14                       | 3 & 3 & 10 & 14                       | 3 & 3 & 10 & 13                                                               | 6 & 3 & 8 & 12                                                                |
| ラウンド・カウント数 | ラウンド・カウント数 | 15R or 2R・8C                         | 15R or 2R・9C                         | 15R or 5R・8C                                                                 | 15R or 5R・8C                                                                 |
| 大当たりシステム     | 大当たりシステム     | 確変ループ                            | 確変ループ                            | ST                                                                            | ST                                                                            |
| 確変突入率           | 確変突入率           | 60/100（60%）                         | 60/100（60%）                         | 100/100（100%、ST5回転）                                                      | 100/100（100%、ST5回転）                                                      |
| 大当たりの内訳       | 上始動口             | 15R確変：40% 2R確変：20% 15R通常：40% | 15R確変：40% 2R確変：20% 15R通常：40% | 15R（ST5回+時短95回）：4% 4R（ST5回+時短45回）：48% 4R（ST5回+時短20回）：48% | 15R（ST5回+時短95回）：2% 4R（ST5回+時短45回）：49% 4R（ST5回+時短20回）：49% |
| 大当たりの内訳       | 下始動口             | 15R確変：60% 15R通常：40%             | 15R確変：60% 15R通常：40%             | 15R（ST5回+時短95回）：4% 4R（ST5回+時短45回）：48% 4R（ST5回+時短20回）：48% | 15R（ST5回+時短95回）：2% 4R（ST5回+時短45回）：49% 4R（ST5回+時短20回）：49% |
| 大当たり出玉         | 大当たり出玉         | 1560個                                | 1750個                                | 15R：1320個 5R：440個                                                         | 15R：1320個 5R：440個                                                         |
| リミット             | リミット             | なし                                  | なし                                  | なし                                                                          | なし                                                                          |
| 電サポ               | 確変                 | 確変大当たり終了後次回まで            | 確変大当たり終了後次回まで            | 大当たり終了後ST5回                                                           | 大当たり終了後ST5回                                                           |
| 電サポ               | 時短                 | 通常大当たり終了後100回               | 通常大当たり終了後100回               | ST終了後95回・45回・20回                                                      | ST終了後95回・45回・20回                                                      |
| 保留の数             | 保留の数             | 上始動口4個+下始動口4個               | 上始動口4個+下始動口4個               | 上始動口4個+下始動口4個                                                       | 上始動口4個+下始動口4個                                                       |
| 保留の優先消化       | 保留の優先消化       | 下始動口優先                          | 下始動口優先                          | 下始動口優先                                                                  | 下始動口優先                                                                  |

### PAスーパー海物語 IN 地中海
| 型式                 | 型式                 | SBA | GO |
| -------------------- | -------------------- | --- | --- |
| 特賞種別             | 特賞種別             | デジパチ | デジパチ |
| 大当たり確率         | 通常時               | 1/89.8 | 1/109.9（設定1） 1/107.4（設定2） 1/105.3（設定3） 1/103.3（設定4） 1/101.4（設定5） 1/98.6（設定6） |
| 大当たり確率         | 高確率時             | 1/32.5 | 1/42.6（設定1） 1/41.7（設定2） 1/40.9（設定3） 1/40.1（設定4） 1/39.3（設定5） 1/38.3（設定6） |
| タイプ               | タイプ               | 遊パチ | 遊パチ |
| 賞球数               | 賞球数               | 3 & 2 & 12 & 4 & 3 | 1 & 2 & 13 & 8 & 7 |
| ラウンド・カウント数 | ラウンド・カウント数 | 10R or 6R or 4R・7C | 10R or 5R or 4R・8C |
| 大当たりシステム     | 大当たりシステム     | ST | ST |
| 確変突入率           | 確変突入率           | 100/100（100%、ST20回） | 100/100（100%、ST20回） |
| 大当たりの内訳       | 上始動口             | 10R：2% 6R：49% 4R：49% | 10R：2% 5R：49% 4R：49% |
| 大当たりの内訳       | 下始動口             | 10R：2% 6R：49% 4R：49% | 10R：25% 5R：37.5% 4R：37.5% |
| 大当たり出玉         | 大当たり出玉         | 10R：840個 6R：504個 4R：336個 | 10R：1040個 5R：520個 4R：416個 |
| リミット             | リミット             | なし | なし |
| 電サポ               | 確変                 | 大当たり終了後ST20回 | 大当たり終了後ST20回 |
| 電サポ               | a時短                | 基本的にST20回転中のみ電サポで時短なし。 ただし、通常時の10R大当たり後、もしくは初回大当たり後のST中に大当たりし、地中海チャンスに突入した場合、ST終了後80回。以後、地中海チャンス中に大当たりし続ける限りST終了後の時短80回が付与される。 なお、通常時の大当たりでも電チュー保留での大当たりとなった場合には無条件で地中海チャンス突入となり、ST終了後に時短80回が付与される。 | 基本的にST20回転中のみ電サポで時短なし。 ただし、通常時の10R大当たり後、もしくは初回大当たり後のST中に大当たりし、地中海チャンスに突入した場合、ST終了後80回。以後、地中海チャンス中に大当たりし続ける限りST終了後の時短80回が付与される。 なお、通常時の大当たりでも電チュー保留での大当たりとなった場合には無条件で地中海チャンス突入となり、ST終了後に時短80回が付与される。 |
| 電サポ               | b時短（遊タイム）    | なし | なし |
| 保留の数             | 保留の数             | 上始動口4個+下始動口4個 | 上始動口4個+下始動口4個 |
| 保留の優先消化       | 保留の優先消化       | 下始動口優先 | 下始動口優先 |

### PAスーパー海物語 IN 地中海2
| 特賞種別             | 特賞種別             | 特賞種別             | 特賞種別             | 1種2種混合                                                                                   |                         |                         |
| 大当たり確率         | 通常時               | 通常時               | 通常時               | 1/89.8                                                                                       |                         |                         |
| 大当たり確率         | 高確率時             | 高確率時             | 高確率時             | 1/34.8（大当たりと小当たりの合算）                                                           |                         |                         |
| タイプ               | タイプ               | タイプ               | タイプ               | 遊パチ                                                                                       |                         |                         |
| 賞球数               | 賞球数               | 賞球数               | 賞球数               | 3 & 1 & 3 & 4 & 8                                                                            |                         |                         |
| ラウンド・カウント数 | ラウンド・カウント数 | ラウンド・カウント数 | ラウンド・カウント数 | 10R or 6R or 4R・10C                                                                         |                         |                         |
| 大当たりシステム     | 大当たりシステム     | 大当たりシステム     | 大当たりシステム     | 実質ST                                                                                       |                         |                         |
| 時短突入率           | 時短突入率           | 時短突入率           | 時短突入率           | 100/100（100%）                                                                              |                         |                         |
| 大当たりの内訳       | 通常時               | 通常時               | 通常時               | 6R（時短20回+残保留4個）：50% 4R（時短20回+残保留4個）：50%                                  |                         |                         |
| 大当たりの内訳       | 電サポ時             | チャンスタイム中     | チャンスタイム中     | 10R（時短100回+残保留4個）：2% 6R（時短44回+残保留4個）：48% 4R（時短44回+残保留4個）：50%   |                         |                         |
| 大当たりの内訳       | 電サポ時             | 地中海JOURNEY中      |                      | 10R（時短100回+残保留4個）：2% 6R（時短44回+残保留4個）：48% 4R（時短44回+残保留4個）：50%   |                         |                         |
| 大当たりの内訳       | 電サポ時             | PREMIUM VACATION中   | 上始動口             | 10R（時短100回+残保留4個）：2% 6R（時短44回+残保留4個）：48% 4R（時短44回+残保留4個）：50%   |                         |                         |
| 大当たりの内訳       | 電サポ時             | PREMIUM VACATION中   | 下始動口             | 10R（時短100回+残保留4個）：2% 6R（時短100回+残保留4個）：48% 4R（時短100回+残保留4個）：50% |                         |                         |
| 大当たり出玉         | 大当たり出玉         | 大当たり出玉         | 大当たり出玉         | 10R：800個 6R：480個 4R：320個                                                               |                         |                         |
| リミット             | リミット             | リミット             | リミット             | なし                                                                                         |                         |                         |
| 電サポ               | 確変                 | 確変                 | 確変                 | なし                                                                                         |                         |                         |
| 電サポ               | a時短                | a時短                | a時短                | 大当たり終了後100回+残保留4個・44回+残保留4個・20回+残保留4個                                |                         |                         |
| 電サポ               | b時短（遊タイム）    | b時短（遊タイム）    | b時短（遊タイム）    | なし                                                                                         |                         |                         |
| 保留の数             | 保留の数             | 保留の数             | 保留の数             | 上始動口4個+下始動口4個                                                                      | 上始動口4個+下始動口4個 | 上始動口4個+下始動口4個 |
| 保留の優先消化       | 保留の優先消化       | 保留の優先消化       | 保留の優先消化       | 下始動口優先                                                                                 | 下始動口優先            | 下始動口優先            |